# Biserica Jubilee
Biserica Jubilee, cunoscută oficial sub numele Chiesa di Dio Padre Misericordioso  (italiană pentru Biserica lui Dumnezeu Tatăl cel milostiv),  este o biserică, comunitate și centru romano-catolic în Tor Tre Teste în Roma. Potrivit lui Richard Meier, arhitectul său, este "bijuteria coroanei a proiectului Millennium Vicariato di Roma 's (Arhiepiscopia din Roma)" (p. 354). Biserica servește opt mii de locuitori din zona Tor Tre Teste și a fost menită să "revigoreze" Tor Tre Teste din punct de vedere social.
Meier a fost selectat ca arhitect printr-un concurs care a inclus arhitecți de renume, precum Frank Gehry, Santiago Calatrava și Tadao Ando în 1996.

## Terenul
Terenul Bisericii este împărțit în patru părți principale: prima parte include secția de votare, inclusiv centrul comunitar al bisericii, doua parte conține terasa de nord-est, a treia instanța de recreere de nord-vest, iar a patra parte deține zona de parcare de vest.

## Proiectare și construcție
Partea de sud a bisericii are trei mari pereți curbați din beton turnat . (Pereții formează segmente de sferă.) Meier susține că a proiectat biserica in așa fel încat vârfurile de sarcină termică din interior să fie diminuate. Masa termică mare a pereților de beton controlează acumularea de căldură internă, rezultatul fiind o variație de temperatură mai mică, precum și utilizarea mai eficientă a energiei. Zidurile conțin de asemenea dioxid de titan pentru a păstra culoarea alba a bisericii. Enrico Borgarello, director de cercetare și dezvoltare pentru Italcementi, compania care a proiectat cimentul, susține că acesta distruge poluarea aerului.
Potrivit lui Borgarello
"Când dioxidul de titan absoarbe lumina ultravioletă, devine puternic reactiv, descompunând poluanții care vin în contact cu betonul. Este deosebit de bun la atacarea gazelor nocive ce provin din țevile de eșapament ale mașinilor. " 